# Kim Shin-jo
Pour les articles homonymes, voir Kim.
Kim Shin-jo (en coréen : 김신조, né le 2 juin 1942 à Ch'ŏngjin et mort le 9 avril 2025 à Séoul) est l'un des deux survivants du raid sur la Maison-Bleue en janvier 1968, lors duquel 31 membres de l'unité 124 nord-coréenne sont envoyés en Corée du Sud pour assassiner le président sud-coréen Park Chung-hee.
L'autre survivant, Pak Jae-gyong, parvient à retourner au Nord, mais Kim Shin-jo est quant à lui capturé par les forces sud-coréennes. Il est interrogé pendant une année par les autorités avant d'être libéré. Après être devenu citoyen sud-coréen en 1970, ses parents et ses six frères et sœurs sont exécutés et ses proches sont purgés par les autorités nord-coréennes,,,.
Kim devient plus tard pasteur de l'église Sungrak Sambong dans le Gyeonggi. Il se marie et a deux enfants.
Kim Shin-jo meurt âgé de 82 ans à Séoul le 9 avril 2025.

## Galerie

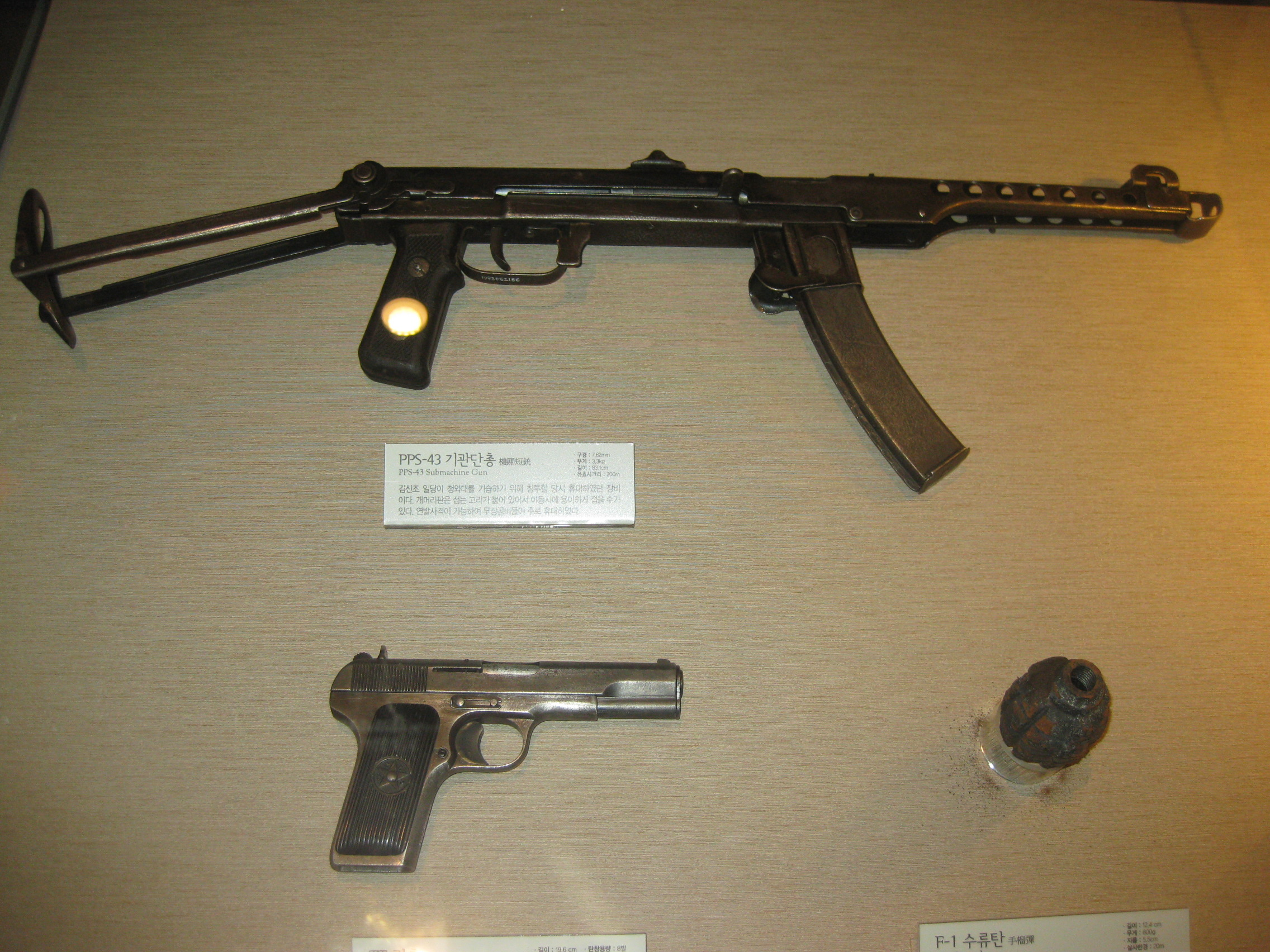
Le pistolet Tokarev TT 33, le PPS-43 et une grenade de Kim Shin-jo au mémorial de la guerre de Corée (en)
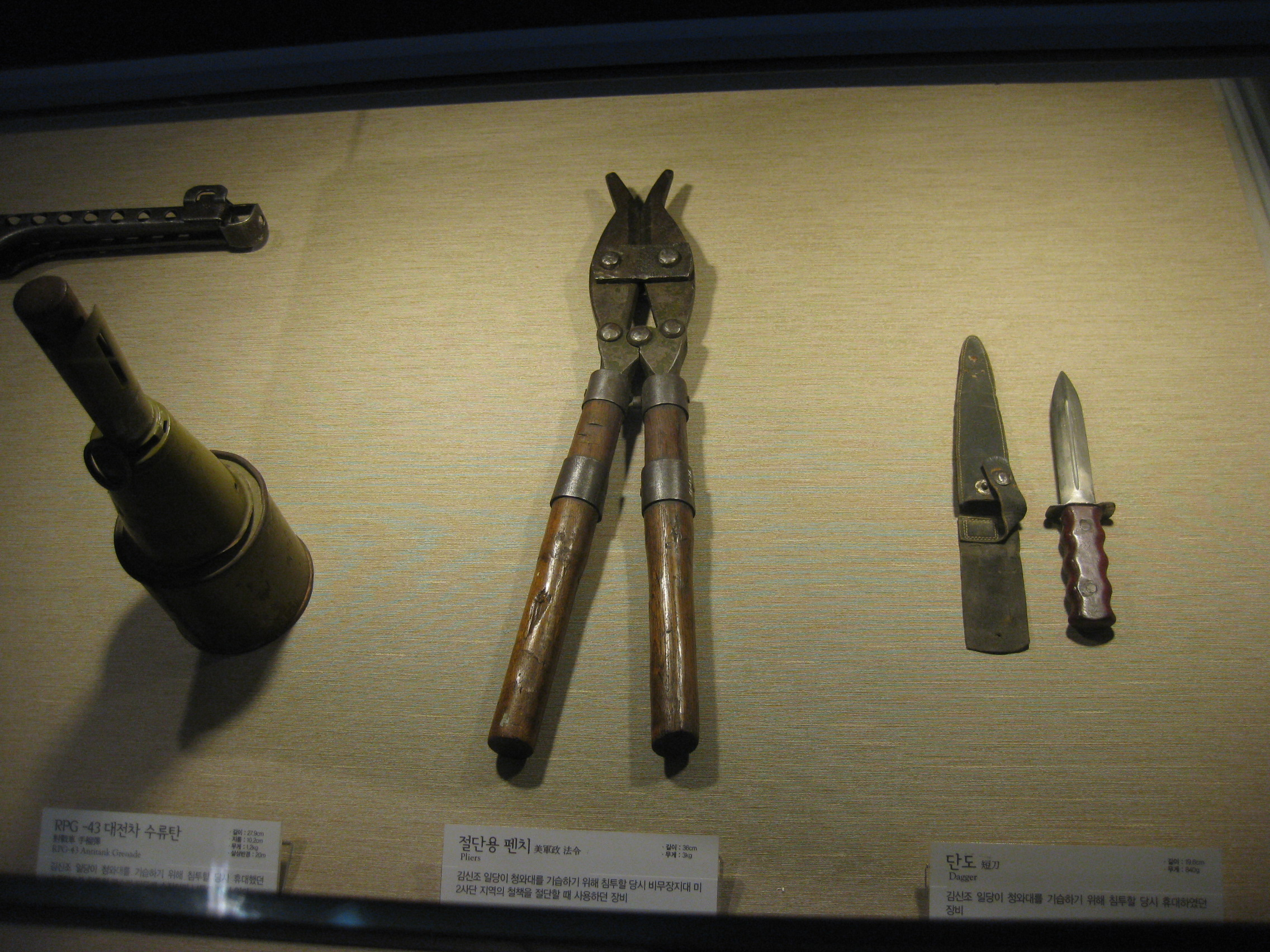
Grenade, coupe-fil et poignard de Kim Shin-jo au mémorial de la guerre de Corée.